# (9229) Matsuda
Pour les articles homonymes, voir Matsuda.
(9229) Matsuda est un astéroïde de la ceinture principale.

## Description
(9229) Matsuda est un astéroïde de la ceinture principale. Il fut découvert le 20 février 1996 à Kitami par Kin Endate et Kazuro Watanabe. Il présente une orbite caractérisée par un demi-grand axe de 2,91 UA, une excentricité de 0,07 et une inclinaison de 1,1° par rapport à l'écliptique.

## Compléments